# مقياس ضغط جوي

مقياس الضغط الجوي البخشيي

المِروَاز أو مقياس الضغط الجوي (بالإنجليزية: barometer)‏ وتنقحر إلى البارومتر أو  جهاز لقياس الضغط الجوي.  تستخدم مراكز الأرصاد الجوية مقياس الضغط الجوي لمعرفة التغيرات في ضغط الهواء. وكثيرا ما تعني هذه التغيرات أن الطقس سيتغير. ويمكن استخدام مقياس الضغط الجوي أيضا لقياس الارتفاعات المختلفة حيث يقل الضغط الجوي كلما زاد الارتفاع.
اخترع العالم الإيطالي إيفانجليستا توريشلي مقياس الضغط الجوي عام 1643 م. وكان جهاز توريشلي يتكون من أنبوب زجاجي طويل وضعه مقلوباً وهو مملوء بالزئبق، في كوب من الزئبق فانخفض عمود الزئبق في الأنبوب، وأصبحت قمته على ارتفاع 76 سم فوق سطح الزئبق الذي في الكوب. وظل الزئبق ثابتا في الأنبوب نتيجة لضغط الهواء على سطح السائل في الكوب. وبذلك أثبت توريشلي أن الضغط الجوي يعادل تقريبا وزن عمود من الزئبق طوله 76 سم.
وتقيس مقاييس الضغط الجوي الحديثة الضغط الجوي بالمليمتر الزئبقي أو بوحدة تسمى البار تنقسم إلى ألف مليبار. والبار وحدة ضغط في النظام المتري، ويسجل العلماء معظم قياسات الضغط بالمليبار. فمتوسط الضغط الجوي عند مستوى سطح الأرض 1,013 مليبار، وهو يساوي 760 ملم زئبقي.
ولمقارنة قياسات الضغط المأخوذة عند الارتفاعات ودرجات الحرارة المختلفة يُحوِّل العلماء هذه القياسات إلى القيمة التي تساوي الصفر المئوي عند سطح البحر.

## حساب قيمة الضغط الجوي
طريقة حساب الضغط الجوي بتجربة تورشيللي كالآتي:
{\displaystyle p=\rho gh}
حيث:
{\displaystyle p}: ضغط الهواء عند نقطة.
{\displaystyle \rho }: كثافة الزئبق.
{\displaystyle h}: ارتفاع عمود الزئبق في الانبوب.
{\displaystyle g}: عجلة الجاذبية الأرضية.

## مثال 2
يمكن حساب ارتفاع مبنى عن طريق مقياس الضغط الجوي
بفرض ان ΔP هو الفرق الضغط بين سطح الأرض وقمة المبنى حيث P1 الضغط عند السطح الأرض وP2 الضغط عند قمة المبنى
فيكون ΔP = P1-P2
و عن طريق فك الضغط P إلى قيمته ρgh
إذا ρgh للهواء = (ρgh1 - ρgh2) حيث الكثافة ρ هنا للزئبق وh1 ارتفاع عمود الزئبق للباروميتر عند سطح الأرض وh2 ارتفاع عمود الزئبق عند سطح المبنى ويكون القانون كالتالي :
ρgh=ρgh1-ρgh2
و يكون القانون النهائي هو (ρh=ρ(H1-H2

## الأنواع

### مقياس فورتين
مقياس فورتين للضغط الجوي (Fortin barometer) هو أحد أنواع الأجهزة الزئبقية المستخدمة في قياس الضغط الجوي، وفي هذا الجهاز يجب ضبط مستوى الزئبق في المستودع لجعله محاذياً لمؤشر ثابت يبدأ من عند تدرج مقياس الضغط.

### مقياس كيو
مقياس كيو (Kew barometer) هو جهاز ضغط زئبقي، لا يتطلب ضبط مستوى الزئبق في المستودع - كحال جهاز فورتين- ذلك أن الضغط يمكن ان يقرأ مباشرة من قمة عود الزئبق في أنبوب الزجاج المدرج.